# Edifício Andorinha
Em 1938.
O edifício Andorinha, inaugurado em 1934, foi uma construção brasileira situada na cidade do Rio de Janeiro, destruído em 1986.

## Histórico
Situava-se na esquina Avenida Graça Aranha com a Avenida Almirante Barroso no centro do Rio de Janeiro.
Incendiou-se, após um curto-circuito no sistema elétrico de um dos andares em 17 de fevereiro de 1986, matando 21 pessoas e ferindo mais de 50.
No edifício havia um painel em mosaico do artista Belmiro de Almeida. Salva do incêndio, a obra ficou cerca de vinte anos abandonada, até ser recuperada no começo do século XXI, estando em exposição no bairro da Lapa, na capital carioca.